# Lenticela

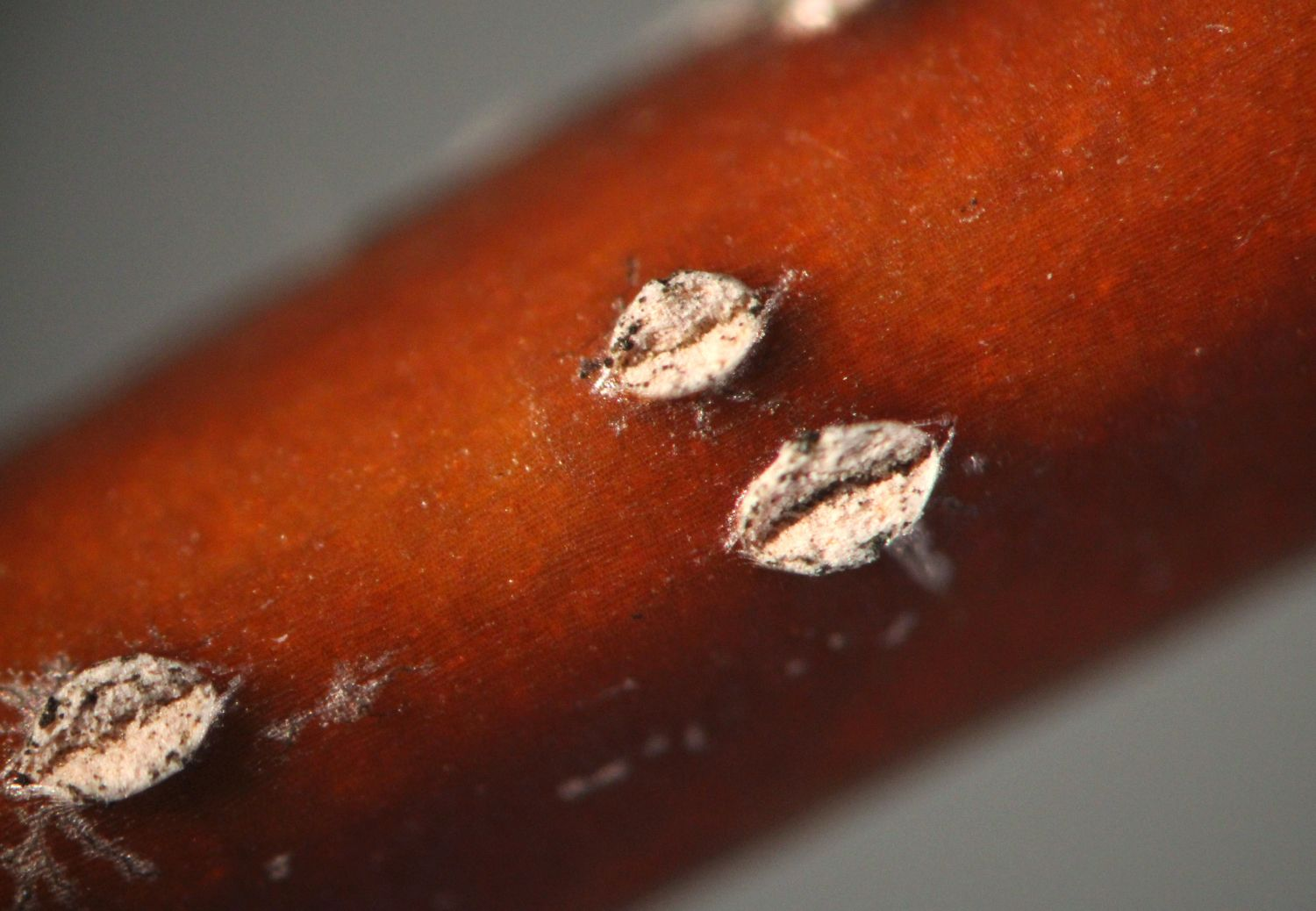
Čočinky na větévce jeřábu sudetského

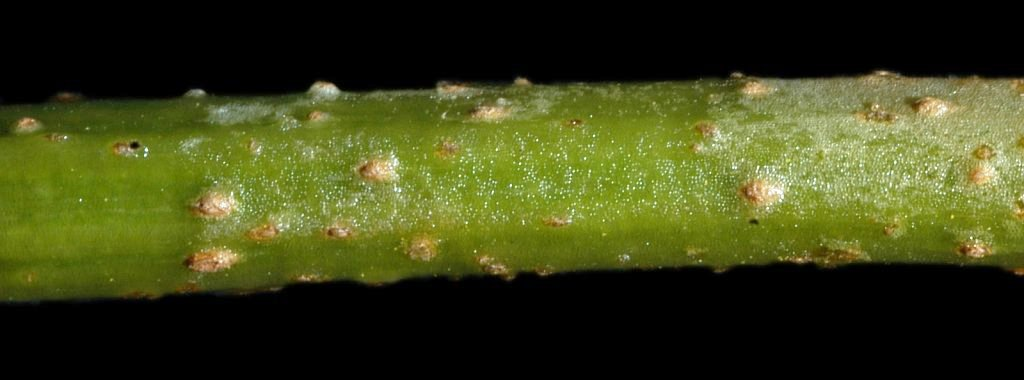
Čočinky na letorostu bezu černého

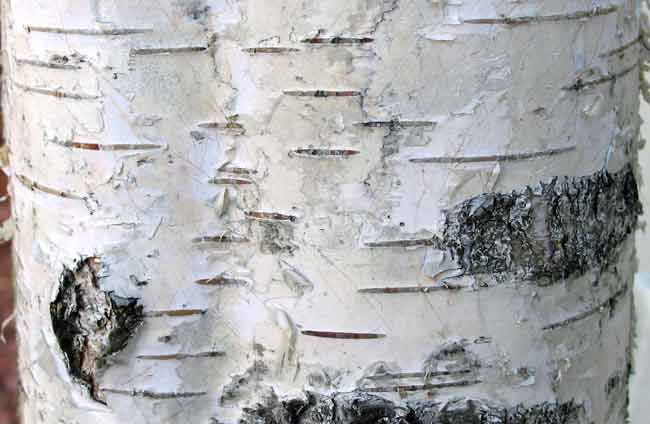
Na březové kůře mají čočinky tvar podlouhlých vodorovných jizev

Lenticela neboli čočinka je drobný bradavičnatý útvar na povrchu některých rostlin, navazující na mezibuněčné prostory vnitřních pletiv. Do určité míry připomínají svou funkcí průduchy.
Umožňuje výměnu plynů mezi pletivem rostliny a atmosférou. Vyskytují se zejména na kůře kmene a větví, existují však v některých případech i na kořenech a plodech. Jejich tvar a velikost je jedním z charakteristických znaků sloužících k určování rostlinných druhů.